# Bastuträsk
Bastuträsk – miejscowość (tätort) w Szwecji, w regionie administracyjnym (län) Västerbotten, w gminie Norsjö.
Według danych Szwedzkiego Urzędu Statystycznego liczba ludności wyniosła: 405 (31 grudnia 2015), 373 (31 grudnia 2018) i 339 (31 grudnia 2019).